# Rue de Marseille (Paris)
Pour les articles homonymes, voir Rue de Marseille.
La rue de Marseille est une voie du 10e arrondissement de Paris, en France.

## Situation et accès
La rue de Marseille est une voie située dans le 10e arrondissement de Paris. Elle débute au 34, rue Yves-Toudic et se termine rue Jean-Poulmarch et 33, rue Beaurepaire.
Le quartier est desservi par la ligne 5 à la station Jacques Bonsergent.

## Origine du nom

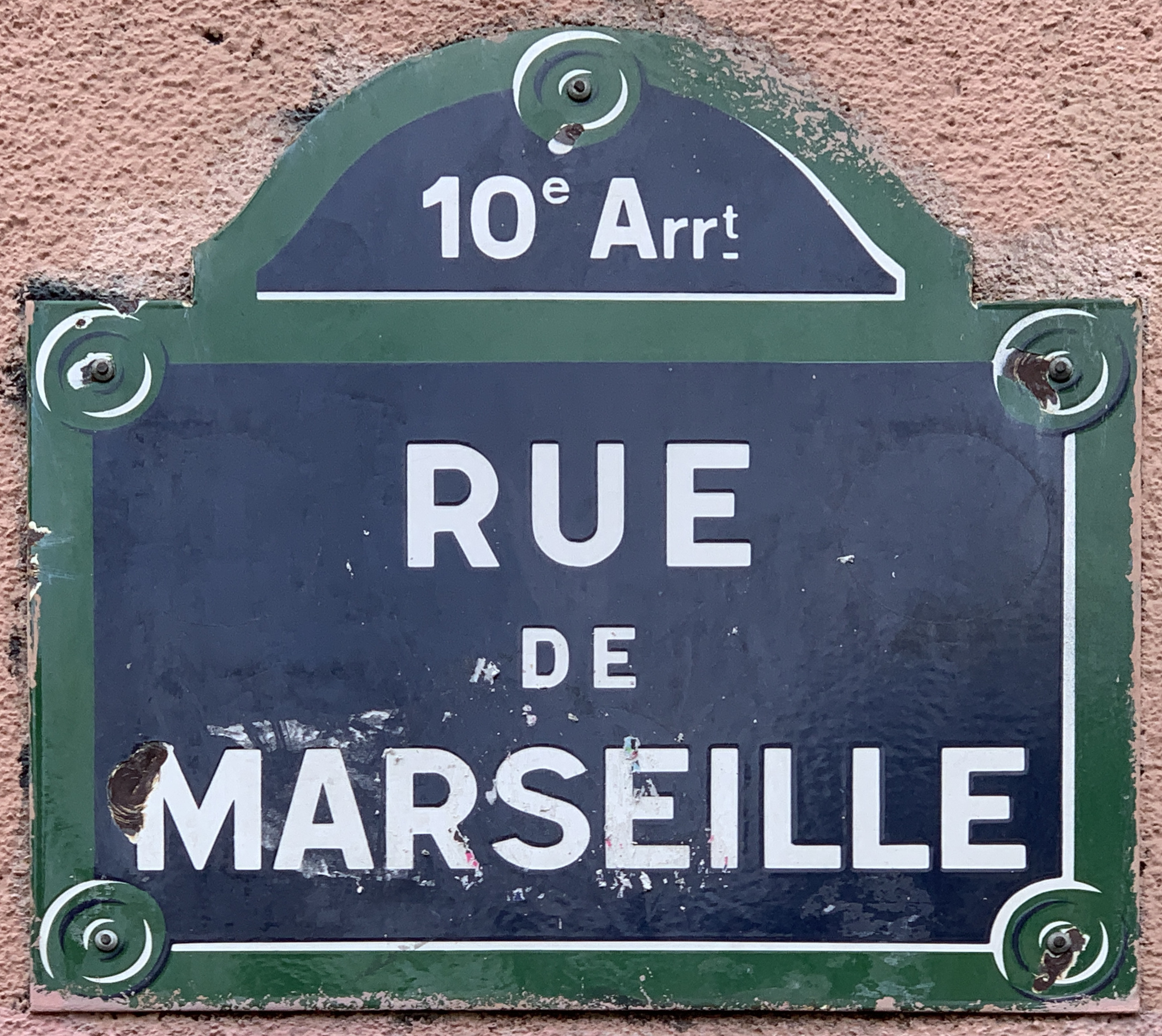
Plaque de la rue.

La rue porte le nom de la ville de Marseille, préfecture du département des Bouches-du-Rhône.

## Historique
Cette rue est ouverte par ordonnance du 20 février 1825, sous le nom de « rue du Havre », mais pour éviter la confusion avec la rue du même nom qui mène à la gare Saint-Lazare, elle prit par décision ministérielle du 21 juin 1844 le nom de « rue de Marseille », toujours en raison du voisinage de l'entrepôt où se centralisaient les marchandises expédiées, soit par le Havre, soit par Marseille.

## Bâtiments remarquables et lieux de mémoire
- Nos 17-19 : groupe scolaire Marseille comprenant à l'origine une école maternelle et une école de filles, rue de Marseille et une école de garçons (actuellement collège Louise-Michel), ouvrant sur l'actuelle rue Jean-Poulmarch. Bâtiment en briques et béton rose réalisé en 1933 par Daniel Brandon et Lionel Brandon[1].